# Amleto Cicognani
Pour les articles homonymes, voir Cicognani.
Amleto Giovanni Cicognani, né le 24 février 1883 à Brisighella et mort le 17 décembre 1973 à Rome, est un cardinal italien de l'Église catholique. Il exerce les fonctions de secrétaire d'État du Vatican de 1961 à 1969 et de doyen du Collège des cardinaux de 1972 jusqu'à sa mort. Il est créé cardinal en 1958.

## Biographie
Amleto Cicognani nait à Brisighella, près de Faenza, il est le plus jeune des deux enfants de Guglielmo et d'Anna Cicognani (née Ceroni). Sa mère, veuve, s'occupe d'une épicerie pour l'élever avec son frère, Gaetano, qui devient prêtre aussi. Après des études au séminaire de Faenza, il est ordonné prêtre le 23 septembre 1905 par Gioacchino Cantagalli. Il continue ses études à l'Athénée pontifical romain Saint-Apollinaire et en 1910 est nommé official de la Sacrée Congrégation pour la Discipline des Sacrements. D'abord élevé au rang de Monsignor en 1917, il enseigne à son alma mater de l'Athénée Saint-Apollinaire de 1921 à 1932 puis entre à la Curie romaine, comme substitut adjoint de la Congrégation des évêques, le 16 décembre 1922.
Après avoir occupé diverses positions pastorales et curiales, il est nommé délégué apostolique aux États-Unis et archevêque in partibus de Laodicée-en-Phrygie (de) le 17 mars 1933. Il reçoit sa consécration épiscopale le 23 avril suivant des mains du cardinal Raffaele Carlo Rossi, assisté des archevêques Giuseppe Pizzardo et Carlo Salotti, dans l'église Sainte-Suzanne de Rome. Amleto Cicognani devait rester délégué apostolique aux États-Unis les vingt-cinq années suivantes, servant de lien entre la hiérarchie américaine et le Saint-Siège.
Il est créé par le pape Jean XXIII cardinal avec le titre de cardinal-prêtre de Saint-Clément au cours du consistoire du 15 décembre 1958. Son titre cardinalice est par la suite changé en celui de cardinal-évêque de Frascati le 23 mai 1962, puis de cardinal-évêque d'Ostie le 24 mars 1972. Son entrée au Sacré-Collège des cardinaux offre ceci de particulier que son frère Gaetano est aussi cardinal depuis 1953 et qu'il fallut faire une exception à la loi de l'Église interdisant à des frères d'être simultanément dans le Sacré-Collège.
Le 14 novembre 1959, il devient secrétaire de la Congrégation pour les Églises orientales. Il est appelé plus tard aux postes de secrétaire d'État du Vatican, président de la Commission pontificale pour l'État de la Cité du Vatican et président de la Commission des cardinaux pour l'administration du patrimoine du siège apostolique le 12 août 1961. Avec ses fonctions de 1962, Cicognani devient en fait ministre des Affaires étrangères, Premier ministre et ministre de l'Intérieur du Vatican.
Il participe au Deuxième Concile du Vatican (1962-1965), où il exerce les fonctions de Président du Secrétariat pour les Questions Extraordinaires. Il est aussi un des cardinaux qui participent au conclave de 1963, où est élu le pape Paul VI.
Le 30 avril 1969, il démissionne de tous ses postes. Cependant, le 24 mars 1972, il est élu et confirmé comme doyen du Collège des cardinaux et reçoit alors le titre du siège suburbicaire d'Ostie, en plus de son titre de cardinal-évêque de Frascati.
Il meurt à Rome, à la suite d'une courte maladie, à l'âge de 90 ans. Il est enterré dans la basilique Saint-Clément.

## Anecdotes
- Ce prélat italien était considéré comme assez conservateur dans ses vues. Il chercha à freiner l’œcuménisme dans l'Église catholique en Amérique et fut présenté comme peu ouvert à l'aggiornamento.

## Succession apostolique
Amleto Cicognani a ordonné les évêques suivants :
- Évêque Gerald Shaughnessy (en), S.M. (1933)
- Archevêque Robert Emmet Lucey (1934)
- Archevêque Francis Patrick Keough (en) (1934)
- Cardinal Aloysius Joseph Muench (1935)
- Évêque Joseph Michael Gilmore (en) (1936)
- Évêque William Lawrence Adrian (en) (1936)
- Évêque Matthew Francis Brady (en) (1938)
- Évêque Albert Lewis Fletcher (en) (1940)
- Archevêque Henry Joseph O'Brien (en) (1940)
- Évêque Laurence Julius FitzSimon (1941)
- Évêque Joseph Clement Willging (en) (1942)
- Évêque Peter William Bartholome (en) (1942)
- Évêque Augustine Danglmayr (en) (1942)
- Archevêque Leo Binz (en) (1942)
- Évêque Joseph A. Burke (en) (1943)
- Évêque Jóhannes Gunnarsson (en), S.M.M. (1943)
- Archevêque Bryan Joseph McEntegart (en) (1943)
- Évêque Francis J. Haas (en) (1943)
- Évêque Michael Joseph Ready (en) (1944)
- Évêque Henry Joseph Grimmelsmann (en) (1944)
- Archevêque Edward Joseph Hunkeler (en) (1945)
- Évêque Apollinaris William Baumgartner (en), O.F.M.Cap. (1945)
- Évêque John Patrick Treacy (en) (1945)
- Cardinal Lawrence Joseph Shehan (1945)
- Évêque Leo Ferdinand Dworschak (en) (1946)
- Évêque Daniel Joseph Feeney (en) (1946)
- Archevêque James Joseph Byrne (en) (1947)
- Évêque Knut Ansgar Nelson (en), E.B.C. (1947)
- Évêque Joseph Maximilian Mueller (en) (1947)
- Évêque Edward Celestin Daly (en), O.P. (1948)
- Cardinal John Francis Dearden (1948)
- Évêque Russell McVinney (en) (1948)
- Archevêque Francesco Lardone (en) (1949)
- Évêque John Joyce Russell (en) (1950)
- Évêque Leo Aloysius Pursley (en) (1950)
- Évêque Patrick Joseph McCormick (en) (1950)
- Évêque Paul Leonard Hagarty (en), O.S.B. (1950)
- Évêque Maurice Schexnayder (en) (1951)
- Évêque Joseph Lennox Federal (en) (1951)
- Évêque Joseph McShea (en) (1952)
- Évêque Lambert Anthony Hoch (en) (1952)
- Évêque James Navagh (1952)
- Évêque Leo Richard Smith (1952)
- Cardinal John Joseph Krol (1953)
- Archevêque Coleman Carroll (en) (1953)
- Évêque Jerome Aloysius Daugherty Sebastian (en) (1954)
- Évêque Jerome Hannan (en) (1954)
- Évêque Eustace John Smith (pl), O.F.M. (1956)
- Évêque John Louis Morkovsky (1956)
- Archevêque Philip Hannan (en) (1956)
- Évêque Lawrence Alexander Glenn (en) (1956)
- Évêque Andrew G. Grutka (en) (1957)
- Archevêque George Biskup (en) (1957)
- Archevêque James Vincent Casey (en) (1957)
- Évêque Howard Joseph Carroll (en) (1958)
- Évêque Victor Joseph Reed (en) (1958)
- Évêque Michael William Hyle (en) (1958)
- Archevêque Paul John Hallinan (en) (1958)
- Évêque Zenone Albino Testa (gl), O.F.M.Cap. (1961)
- Évêque Paulo José Tavares (pt) (1961)
- Archevêque Emanuele Clarizio (1961)
- Archevêque Carmine Rocco (en) (1961)
- Cardinal Luigi Dadaglio (1961)
- Archevêque Antonino Pinci (en) (1961)
- Archevêque Mario Brini (en) (1962)
- Archevêque John Gordon (1962)
- Archevêque Antonio del Giudice (en) (1962)
- Évêque Luigi Liverzani (it) (1962)
- Évêque Alfredo Maria Cavagna (it) (1962)
- Évêque Luigi Civardi (1962)
- Archevêque Gino Paro (en) (1962)
- Archevêque Mario Cagna (en) (1962)
- Archevêque Salvatore Asta (en) (1962)
- Archevêque Vito Roberti (en) (1962)
- Évêque Thomas Ryan (en) (1963)
- Archevêque Bruno Torpigliani (1964)
- Évêque Giuseppe Marafini (1964)
- Cardinal Luigi Poggi (1965)
- Cardinal Aurelio Sabattani (1965)
- Archevêque Augustin-Joseph Sépinski (en), O.F.M. (1965)
- Archevêque Alfredo Poledrini (en) (1965)
- Cardinal Salvatore Pappalardo (1966)
- Cardinal Giovanni Benelli (1966)
- Archevêque Costante Maltoni (en) (1967)
- Cardinal Angelo Felici (1967)
- Archevêque Luigi Accogli (en) (1967)
- Archevêque Giovanni Mariani (1967)
- Archevêque Ippolito Rotoli (en) (1967)
- Archevêque Paolo Mosconi (en) (1967)
- Archevêque Giovanni Gravelli (en) (1968)
- Cardinal Antonio Innocenti (1968)
- Cardinal Lorenzo Antonetti (1968)
- Archevêque Girolamo Prigione (1968)
- Archevêque Michele Cecchini (en) (1969)
- Cardinal Sergio Guerri (1969)
- Cardinal Pio Laghi (1969)
- Archevêque Luigi Barbarito (1969)